# Matsukata Masayoshi
Matsukata Masayoshi (松方 正義 (Tùng Phương Chính Nghĩa) Matsukata Masayoshi) (25 tháng 2 năm 1835 - 2 tháng 7 năm 1924) là một công tước, chính trị gia Nhật Bản và là thủ tướng thứ 4 (6 tháng 5 năm 1891 - 8 tháng 8 năm 1892) và thứ 6 (18 tháng 9 năm 1896 - 12 tháng 1 năm 1898) của Nhật Bản.

## Đầu đời
Matsukata sinh ra trong một gia đình samurai Kagoshima, thuộc tỉnh Satsuma (ngày nay là tỉnh Kagoshima). Ở tuổi 13, ông học tại trường Zoshikan, một trường dạy học về Nho giáo của lãnh địa Satsuma, tại đó Matsukata học về nhà triết học người Trung Quốc Vương Dương Minh.
Ông bắt đầu sự nghiệp là một viên quan của lãnh địa Satsuma. Năm 1866, ông được gửi tới Nagasaki để học khoa học, toán học, và đo lường của phương Tây. Matsukata được Okubo Toshimichi và Saigō Takamori đánh giá rất cao, họ dùng ông như là cầu nối giữa Kyoto và chính quyền ở Kagoshima. Vào thời kỳ Cải cách Minh Trị, ông giúp cho việc duy trì trật tự tại Nagasaki sau sự sụp đổ của mạc phủ Tokugawa. Năm 1868, Matsukata được chính quyền Minh Trị bổ nhiệm làm tỉnh trưởng tỉnh Hita (một phần của tỉnh Ōita ngày nay).

## Thủ tướng

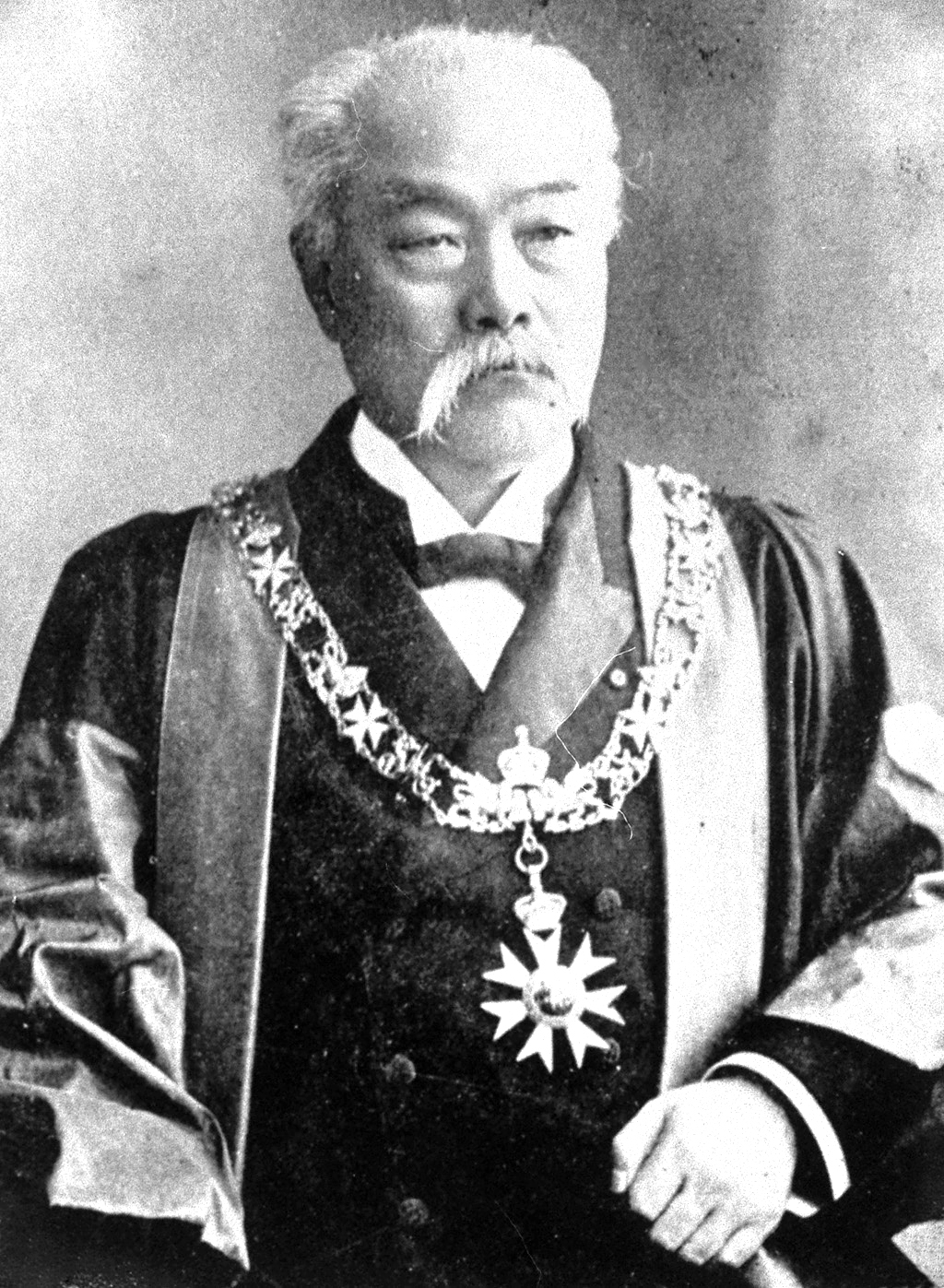
Matsukata đeo Vòng cổ Hiệp sĩ Grand Cross của Huân chương Thánh Michael và Thánh George được phong tặng vào năm 1903

Matsukata theo Yamagata Aritomo làm Thủ tướng từ ngày 6 tháng 5 năm 1891 đến ngày 8 tháng 8 năm 1892, và theo Ito Hirobumi làm Thủ tướng từ ngày 18 tháng 9 năm 1896 đến ngày 12 tháng 1 năm 1898, trong thời gian đó ông đồng thời giữ chức bộ trưởng tài chính.
Một vấn đề trong nhiệm kỳ của ông là Hiệp hội Đại dương Đen, hoạt động với sự hỗ trợ của một số nhân vật quyền lực nhất định trong chính phủ và đổi lại đủ quyền lực để yêu cầu chính phủ nhượng bộ. chính sách đối ngoại từ Nội các Matsukata năm 1892.